# Macropus fuliginosus
Il canguro grigio occidentale (Macropus fuliginosus Desmarest, 1817) è un grosso Macropodide molto comune, diffuso in quasi tutta l'intera sezione meridionale dell'Australia, dalla Baia degli Squali fino alle regioni costiere dell'Australia Meridionale, verso sud, al Victoria e all'intero Bacino del Murray-Darling, nel Nuovo Galles del Sud e nel Queensland. La sottospecie diffusa sull'Isola dei Canguri, in Australia Meridionale, è nota come canguro dell'Isola dei Canguri.

## Descrizione
Il canguro grigio occidentale è una delle più grosse specie di canguro. Pesa 28-54 kg, è lungo 0,84-1,1 m, ha una coda di 80-100 cm ed è alto circa 1,3 m. Esibisce un certo dimorfismo sessuale, dato che il maschio può essere grande il doppio della femmina. È ricoperto da una folta pelliccia che può variare nella colorazione dal bruno-grigiastro pallido al bruno-cioccolata; la gola, il petto e il ventre sono di un colore più pallido. Si nutre di notte, soprattutto di erba, ma anche di foglie che bruca da cespugli o alberelli. Il nomignolo di Stinker («puzzolente») con cui viene spesso indicata questa specie trae origine dal fatto che i maschi adulti spesso emanano un caratteristico odore simile a quello del curry.
Questo canguro vive in gruppi costituiti anche da 15 esemplari. Durante la stagione riproduttiva i maschi combattono tra loro per le femmine. Nel corso di questi incontri di «boxe» i contendenti serrano insieme i rispettivi arti anteriori e cercano di spingere lontano da sé l'avversario. Solitamente solo il maschio dominante ha il diritto di accoppiarsi. Il periodo di gestazione dura 30-31 giorni, dopo i quali il piccolo cangurino si tiene attaccato al capezzolo situato nel marsupio per 130-150 giorni.

## Classificazione
Noto da moltissimo tempo ai popoli aborigeni dell'Australia, per gli europei il canguro grigio occidentale è stato per quasi 200 anni al centro di una lunga e talora comica confusione tassonomica. I colonizzatori europei fecero la loro prima conoscenza con quest'animale quando il grande esploratore Matthew Flinders giunse sull'Isola dei Canguri nel 1802. Flinders ne uccise qualcuno per rifornire di cibo l'equipaggio, ma ritenne che si trattasse di canguri grigi orientali. Nel 1803 degli esploratori francesi ne catturarono alcuni esemplari che trasportarono a Parigi, dove vissero nei giardini zoologici per alcuni anni. Dopo un po' di tempo, i ricercatori del Museo di Storia Naturale di Parigi riconobbero che questi animali erano differenti dalla specie orientale e nel 1817 li classificarono con il nome di Macropus fuliginosus. Sfortunatamente, per ragioni tuttora incerte, li descrissero come originari della Tasmania.
La questione rimase aperta per più di 100 anni, fino a quando nel 1917 alcuni ricercatori si accorsero che il cosiddetto «canguro di foresta» della Tasmania non era nient'altro che una forma di Macropus giganteus, lo stesso canguro grigio orientale che era, ed è tuttora, diffuso nelle più fertili regioni sud-orientali del continente. Nel 1971, inoltre, si scoprì che la specie che vive sull'Isola dei Canguri era la stessa che viveva nell'Australia Occidentale meridionale e in gran parte della porzione orientale del continente. Per un certo tempo, il canguro grigio occidentale venne suddiviso in tre sottospecie, due del continente ed una dell'Isola dei Canguri. Fu solo agli inizi degli anni novanta che emerse l'attuale visione tassonomica.

## Sottospecie

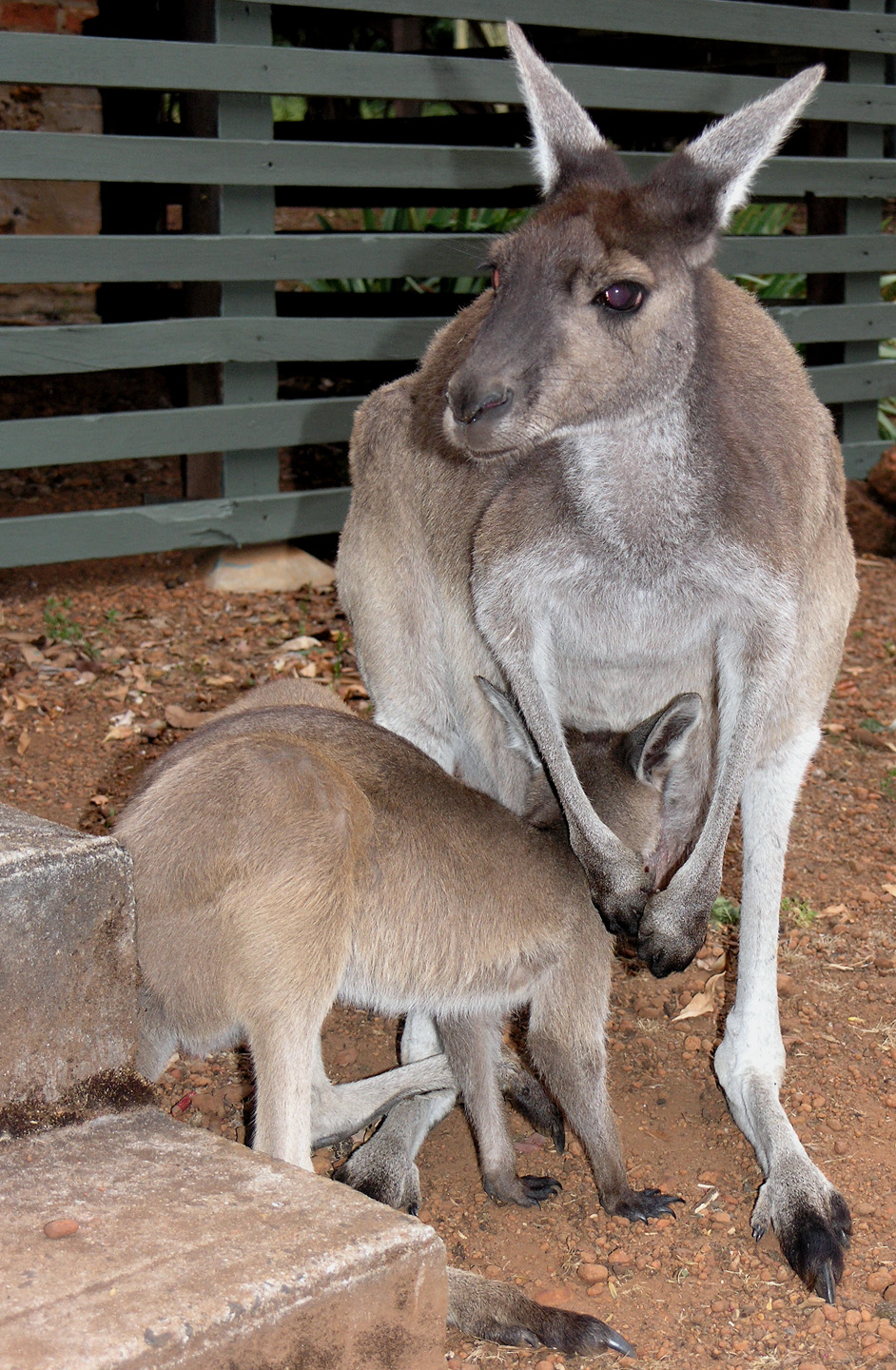
Un canguro grigio occidentale con il piccolo.

Esistono due sottospecie di canguro grigio occidentale: Macropus fuliginosus fuliginosus, dell'Isola dei Canguri, e Macropus fuliginosus melanops, diffuso in un vasto areale con una tutta una serie di forme differenti che variano clinalmente da ovest a est.
Il canguro grigio occidentale evita le regioni tropicali del nord o quelle più fertili dell'Australia sud-orientale; quello orientale, invece, non oltrepassa il confine tra Nuovo Galles del Sud e Australia Meridionale; tuttavia, entrambe le specie sono molto comuni nel Bacino del Murray-Darling. In natura non si incrociano mai tra di loro, ma in cattività è stato dimostrato che possano nascere degli ibridi facendo accoppiare una femmina orientale con un maschio occidentale.
Il canguro grigio occidentale è noto anche come canguro dalla faccia nera, canguro del mallee o canguro fuligginoso.